# ثورة زنجبار
أطاحت ثورة زنجبار سنة 1964 بسلطانها جمشيد بن عبد الله وحكومته المكونة بشكل أساسي من العرب عن طريق الثوار الأفارقة المحليين. والسلطنة الواقعة شرق تنجانيقا المكونة أساسا من عدة جزر هي نموذج للتنوع العرقي، وقد منحتها بريطانيا الاستقلال سنة 1963، ولكن أسفرت سلسلة من نتائج الانتخابات النيابية بإبقاء العرب على سيطرتهم على الحكم كنتيجة الموروث باعتبارها مقاطعة سابقة لسلطنة عمان. فأصاب الإحباط تحالف حزب أفرو شيرازي (ASP) مع حزب الأمة اليساري بسبب التمثيل البرلماني الناقص على الرغم من الفوز بنسبة 54% من الأصوات في انتخابات يوليو 1963، مما حرك جون أوكيلو عضو حزب أفروشيرازي حوالي 600–800 من الثوار صبيحة يوم 12 يناير 1964 في الجزيرة الكبرى أنغوجا، فاحتل مراكز الشرطة واستولى على أسلحتهم، ثم تقدم نحو العاصمة ستون تاون حيث أطاحوا بالسلطان وبحكومته. ثم بدءوا بالاقتصاص من المدنيين العرب والآسيويين في الجزيرة: وقد قدر عدد القتلى المدنيين نتيجة تلك الثورة من عدة مئات إلى 20,000 شخص. فجيء بعبيد كرومي زعيم حزب أفروشيرازي فنصب رئيسا وقائدا للدولة الجديد، ومنح حزب الأمة مواقع في السلطة.
نظر الغرب إلى الحكومة الجديدة على أنها شيوعية، وبما أن وضع زنجبار لا يزال تحت النفوذ البريطاني، فقد وضعت الحكومة البريطانية عددا من الخطط للتدخل. لكن الخشية من استيلاء الشيوعيين على السلطة لم يتحقق، وقد تم إخلاء المدنيين البريطانيين والأمريكيين دون مشاكل، فلم يكن هناك من حاجة لتنفيذ خطط التدخل البريطاني. وفي الوقت نفسه أنشأت قوى الكتلة الشيوعية من الصين وألمانيا الشرقية والاتحاد السوفييتي علاقات ودية مع الحكومة الجديدة عن طريق التعرف على البلد وإرسال المستشارين إليها. وقد ناقش كرومي موضوع اندماج زنجبار مع تنجانيقا، وتكوين دولة جديدة اسمها تنزانيا؛ وقد وصفت وسائل الإعلام المعاصرة لهذا الحدث بأنه محاولة لمنع الشيوعيين من تدمير زنجبار. وقد أنهت تلك الثورة 200 عاماٌ من حكم العرب العمانيين لزنجبار. ويتم كل عام الاحتفال بهذه المناسبة في الجزيرة كذكرى سنوية ويوم عطلة رسمية.

## نظرة عامة
يقع أرخبيل زنجبار في المحيط الهندي هو الآن جزء من الساحل الأفريقي لتنزانيا، وهو مجموعة من جزر بالقرب من ساحل تنجانيقا. ويضم الساحل الجنوبي لأنغوجا (وهي جزيرة زنجبار)، وجزيرة أصغر بالشمال وهي جزيرة بمبا، وعدد من الجزر الصغيرة المحيطة. كان تاريخ زنجبار مرتبطا بالحكم العماني الذي يعود تاريخه إلى 1698، حيث كان الإقليم تابع لسلطنة عمان حتى استقلاله عنها سنة 1858 فكون سلطنة خاصة به. ثم أضحت في عهد علي بن سعيد سنة 1890 محمية بريطانية، وعلى الرغم من أنها لم تكن تحت الحكم المباشر بشكل رسمي إلا أنها اعتبرت جزءا من الإمبراطورية البريطانية.
كان نظام الحكم في البلاد حتى عام 1964 ملكية دستورية يحكمها السلطان جمشيد بن عبد الله. ويبلغ عدد سكان زنجبار حوالي 230,000 من الأفارقة — وبعضهم يدعي بأنه من أصول فارسية ويعرفون محليا بالشيرازيين— ويوجد أيضا أقليات كبيرة من العرب وعددهم 50,000، ومن جنوب آسيا 20,000 وهم مشهورون بالأعمال الحرة والتجارة. واختلطت تلك الجماعات العرقية المختلفة مع بعضها حتى كادت أن تصبح الفروق بينهما غير واضحة؛ ووفقا لقول أحد المؤرخين، بأن السبب الرئيس للدعم العام لحكم جمشيد كسلطان هو في التنوع العرقي لعائلته. ومع ذلك فإن سكان الجزيرة العرب وهم ملاك الأراضي الرئيسية في الجزيرة، وكانوا بشكل عام أكثر ثراء من الأفارقة؛ وتشكلت الأحزاب السياسية الرئيسية على أسس عرقية إلى حد كبير، فالعرب يسيطرون على حزب زنجبار الوطني (ZNP) والأفارقة على حزب أفروشيرازي.
بدأت السلطات البريطانية في يناير 1961 العمل على وضع دوائر انتخابية والبدء بالانتخابات العامة كجزء من عملية إنهاء الاستعمار لتلك الجزيرة. فقد فاز كلا من الحزب الوطني والأفروشيرازي ب11 لكل منهما من مجموع مقاعد البرلمان ووعددها 22 مقعد، لذا فقد أعيدت الانتخابات مرة أخرى في يونيو من نفس العام مع زيادة مقاعد البرلمان إلى 23. فتحالف الحزب الوطني مع حزب شعب زنجبار وبمبا (ZPPP) فنال التحالف 13 مقعد، بينما نال الحزب الأفروشيرازي 10 مقاعد فقط مع أنه نال أغلبية الأصوات. فاشتبه الحزب الأفروشيرازي بتزوير الانتخابات مما سبب باندلاع اضطرابات محلية، فقتل جراء ذلك 68 شخصا. لذلك كي تحافظ الحكومة الائتلافية على سيطرتها، فقد حظرت ظهور الأحزاب المعارضة المتطرفة، وتعيين الموالين إليها لشغل مناصب الخدمة المدنية، وتسييس الشرطة.
وفي انتخابات 1963 زادت عدد المقاعد البرلمانية إلى 31 مقعد، وتكرر مشهد التصويت مثل انتخابات 1961. نظرا لتصميم الدوائر الانتخابية فإن الحزب الأفروشيرازي بزعامة عبيد أماني كرومي فاز ب 54% من الأصوات العامة ولكنه لم ينل سوى 13 مقعدا، بينما نال تحالف الحزب الوطني مع حزب الشعب الباقي وقام بتعزيز قبضته على السلطة، فمنعت حزب الأمة الذي شكله من نفس العام الساخطون من أنصار الاشتراكية الراديكالية العربية للحزب الوطني، وتم طرد جميع أفراد الشرطة من ذوي الأصول الأفريقية. أزالت تلك العملية جزءا كبيرا من القوة الأمنية الوحيدة في الجزيرة، وخلقت مجموعة شبه عسكرية مدربة من الأشخاص الغاضبين لهم دراية واطلاع على مباني الشرطة ومعداتها وإجراءاتها.
نالت زنجبار استقلالها التام عن الحكم البريطاني في 10 ديسمبر 1963، فيما لا يزال التحالف ممسكا بالهيئة التشريعية. وقد طلبت الحكومة من المملكة المتحدة عمل اتفاقية الدفاع بينهما، طالبة فيها بكتيبة من القوات البريطانية لتكون متمركزة في الجزيرة للقيام بمهام الأمن الداخلي، ولكن البريطانيين رفضوا ذلك باعتبار أنه من غير المناسب للقوات البريطانية أن تشارك في أعمال صيانة القانون والنظام في وقت قريب جدا من الاستقلال. وقد توقعت تقارير المخابرات البريطانية بظهور اضطرابات مدنية يرافقها زيادة في النشاط الشيوعي، وذلك المستقبل القريب وأن وصول القوات البريطانية قد يتسبب بزيادة في تدهور الوضع، مع أنه لا يزال هناك العديد من الرعايا الأجانب في الجزيرة بمن فيهم 130 بريطانيا كانوا موظفين في الحكومة الزنجبارية.

## الثورة
في يوم 12 يناير 1964 وحوالي الساعة 3:00 صباحا، تعرضت مراكز الشرطة في أنغوجا لهجوم من مجموعة متمردة تعدادها 600–800 وهي مسلحة بسلاح بسيط وأغلبهم من الأفارقة ويساعدهم بعض الشرطة المسرحين، حيث هاجموا كلا من مستودعات الشرطة التابعة لها ومحطة الإرسال. وبما أن الشرطة العرب البدلاء لم يتلقوا تقريبا أي تدريب، لكن كانت لهم استجابة مع القوة المهاجمة إلا أنه قد تم التغلب عليهم بسرعة. فأخذ المهاجمون المئات من البنادق الأوتوماتيكية والمدافع الرشاشة والبرنو، فسيطر المتمردون على المباني الحساسة في العاصمة زنجبار القديمة. وفي خلال ست ساعات من اندلاع القتال تمكن الثوار من السيطرة على مكتب التلغراف والمباني الحكومية الرئيسية، وأخذوا مهبط الطائرات الوحيد في الجزيرة في الساعة 2:18 م. وقد فر السلطان جمشيد ومعه رئيس الوزراء محمد شامتي حمادي والوزراء على اليخت السلطاني المسمى سيد خليفة. فاستولى الثوار على قصر السلطان وباقي الممتلكات السلطانية، معلنين حكومة جديدة. وقد قتل جراء ذلك حوالي 80 شخصا وجرح 200، وأغلبهم من العرب، وذلك خلال 12 ساعة تالية من القتال في الشوارع. وتم اعتقال 61 أمريكي بمن فيهم الموظفون ال16 التابعون لمحطة ناسا لرصد الأقمار الصناعية الذين لجئوا إلى النادي الإنجليزي في زنجبار تاون، واعتقلت الحكومة الجديدة أيضا أربعة صحفيين أمريكيين.
وفقا لتاريخ زنجبار الرسمي فقد كان أماني عبيد كرومي زعيم حزب الأفروشيرازي هو المخطط للثورة وقائدها. ولكن في الوقت الذي كان كرومي على البر الأفريقي مع زعيم حزب الأمة المحظور عبد الرحمن محمد بابو، فإن سكرتير الحزب الأفروشيرازي لبمبا الأوغندي المولد والشرطي السابق جون أوكيلو [الإنجليزية] كان قد أرسل كرومي إلى أفريقيا لضمان سلامته. وقد دخل أوكيلو زنجبار قادما من كينيا سنة 1959، مدعيا بأنه كان برتبة مشير مع المتمردين الكينيين خلال ثورة الماو ماو مع أنه في الواقع ليست لديه أي خبرة عسكرية. وأكد أنه سمع صوتا يأمره كنصراني أن يحرر شعب زنجبار من العرب، وقد قاد اوكيلو جيش الثوار—أغلبهم أعضاء في اتحاد شبيبة الأفروشيرازي العاطلين عن العمل—في 12 يناير. وقد تكهن أحد المعلقين بأنه من المحتمل أن أوكيلو وعصبة الشبيبة هم الذين خططوا لتلك الثورة.

## النتائج

جثث القتلى العرب بعد أعمال العنف التي تلت الإطاحة بالحكومة البوسعيدية في زنجبار، والتقطت الصورة من فريق عمل فيلم وداعا إفريقيا

أنشأ حزبي الأفروشيرازي والأمة مجلسا ثوريا ليكون بمثابة حكومة انتقالية، حيث يتزعم كرومي المجلس كرئيس للبلاد ويكون بابو وزير الشؤون الخارجية. تم تغيير اسم البلد إلى جمهورية زنجبار وبمبا الشعبية؛ وكانت أول أعمال الحكومة الجديدة هو الطرد النهائي للسلطان وحظر حزبي الحزب الوطني وشعب زنجبار وبمبا. ولكي ينأى كرومي بنفسه عن اوكيلو صاحب المزاج المتقلب، فقد أبعده بهدوء عن الساحة السياسية، وإن سمح له بالاحتفاظ بلقب المشير الذي منحه لنفسه. ومع هذا فسرعان ما بدأ الثوار أتباع اوكيلو بأعمال انتقامية ضد سكان أنغوجا من العرب والآسيويين، حيث نفذوا عمليات الاعتداء والقتل والاغتصاب وهاجموا الممتلكات. وطالب أوكيلو في خطبه الإذاعية إلى قتل وسجن عشرات الآلاف من الأعداء والعملاء، وقد اختلفت التقديرات الفعلية لعدد الوفيات اختلافا كبيرا، فمن عدة «مئات» إلى 20,000. بعض الصحف الغربية أعطت أرقام ما بين 2,000-4,000‏؛ فالأرقام العالية التي ذكرت في إذاعة أوكيلو وكذلك في تقارير بعض وسائل الإعلام الغربية والعربية قد يكون مبالغا فيها، وقد وثق طاقم فيلم إيطالي قتل الأسرى العرب ودفنهم في مقابر جماعية حيث تم التصوير من على متن طائرة مروحية لعمل فيلم اسمه "Africa Addio"، وهذا المقطع من الفيلم يضم الوثيقة المرئية الوحيدة المعروفة عن عمليات القتل تلك. وقد فر الكثير من العرب طلبا للأمان إلى عمان، وبأمر من اوكيلو لم يمس أحدا من الرعايا الأوروبيين، وكذلك لم تتعرض بيمبا لهذا العنف الطائفي الذي حدث بعد الثورة.
بحلول 3 فبراير عادت الأمور في زنجبار إلى حالتها الطبيعية، وقد لاقى كرومي القبول الواسع من الشعب كرئيس للبلاد. وأعادت الشرطة تواجدها في الشوارع وفتحت المحالّ المنهوبة وسلم السكان المدنيون الأسلحة غير المرخصة. وأعلنت الحكومة الثورية أن سجناءها السياسيين وعددهم 500 سوف يحاكمون في محاكم خاصة. وشكل اوكيلو ميليشيا شبه عسكرية اسمها قوة الحرية العسكرية، وأغلب أعضائها من مؤيديه، حيث قامت بدوريات في الشوارع ونهبت ممتلكات العرب. كان تصرف أنصار اوكيلو وخطابه العنيف ولهجته الأوغندية وديانته النصرانية قد سببت نفورا عند الكثير من أهالي زنجبار المسلمين وكذلك الحزب الأفروشيرازي، وبحلول شهر مارس قامت ميليشيا مؤيدة لكرومي وحزب الأمة بنزع سلاح العديد من أتباع أوكيلو. وفي يوم 11 مارس جرد اوكيلو من رتبة مشير، ومنع من دخول زنجبار عند محاولته العودة من رحلته إلى البر الرئيسي. وقد رحل إلى تنجانيقا ثم إلى كينيا ثم عاد بعد ذلك معدما إلى وطنه الأم أوغندا.
بدأت الحكومة في أبريل بتشكيل جيش التحرير الشعبي وانتهت من نزع سلاح ما تبقى من ميليشيا اوكيلو. وفي 26 أبريل أعلن كرومي بأن هناك مفاوضات للاتحاد مع تنجانيقا لتشكيل دولة جديدة هي تنزانيا. ووصفت وسائل الإعلام المعاصر آنذاك الاتحاد بأنه وسيلة لمنع التغلغل الشيوعي إلى زنجبار؛ وذكر مؤرخ واحد على الأقل أن تلك المحاولة من كرومي وهو اشتراكي معتدل كانت للحد من تأثير راديكالية حزب الأمة الاشتراكي اليساري. ومع ذلك فقد اعتمدت الحكومة الكثير من سياسات حزب الأمة الاشتراكي وطبقتها على الصحة والتعليم والرعاية الاجتماعية.

## ردود الفعل الأجنبية
كانت القوات البريطانية في كينيا على علم بالثورة منذ الساعة 04:45 من صباح يوم 12 يناير، ووضعت على أهبة الاستعداد لمدة 15 دقيقة بناء على طلب من السلطان في احتمال هجوم احترازي على مطار زنجبار. ولكن المندوب السامي البريطاني في زنجبار تيموثي كروستويت نفى وجود اعتداء على الرعايا البريطانيين ونصحهم بعدم التدخل. ونتيجة لذلك فقد خفضت القوات البريطانية في كينيا وضع الاستعداد إلى أربع ساعات من ذلك مساء ذلك اليوم. ولم يوافق كروسثويت على الجلاء الفوري للمواطنين البريطانيين، وقد أصابت الدوائر الحكومية واقتصاد البلاد بالشلل التام بسبب التعطيل المباغت للعديد من المرافق الحكومية الرئيسية. وقد اتفق البريطانيون مع كرومي لوضع جدول زمني لإجلاء منظم لرعاياهم وذلك لتجنب احتمال سفك الدماء.
وفي خلال ساعات من قيام الثورة، سمح السفير الأمريكي بخروج المواطنين الأمريكيين من الجزيرة، ووصلت مدمرة البحرية الأمريكية مانلي (USS Manley) يوم 13 يناير، فرست في ميناء زنجبار ولم تسعى الولايات المتحدة بطلب الإذن من المجلس الثوري للإخلاء، مما حدا أن يستقبل السفينة مجموعة من الرجال المدججين بالسلاح. وفي النهاية اعطي الأذن بالإخلاء يوم 15 يناير، واعتبر البريطانيين أن هذه المواجهة قد تكون سببا في كثير النوايا السيئة التالية ضد القوى الغربية في زنجبار.
اعتقدت وكالات الاستخبارات الغربية أن الثورة نظمها شيوعيون زودتهم دول حلف وارسو بالأسلحة. وتعززت تلك الشكوك بعد تعيين بابو وزيرا للشؤون الخارجية وأسند لعبد الله قاسم هانجا منصب رئيس الوزراء، وكليهما يساريان ولهما صلات مع الشيوعية. وتعتقد بريطانيا بأنهما كانا مقربين من أوسكار كامبانا وزير الشؤون الخارجية في تنجانيقا، وأن هناك تواجد لأعضاء سابقين في فيلق بنادق تنجانيقا (The Tanganyika Rifles) للمساعدة على الثورة. وارتدى بعض أعضاء حزب الأمة الزي العسكري الكوبي واللحي شبيهة بلحية فيدل كاسترو مما أعطى إشارة على الدعم الكوبي للثورة. مع أن تلك الممارسة بدأها أعضاء الحزب الوطني الذين عملوا في مكتب الحزب فرع كوبا ثم أصبح زي مشترك عند أعضاء أحزاب المعارضة في الفترة التي سبقت الثورة. وظهر دليل آخر للغرب على وجود تحالف وثيق بين زنجبار والكتلة الشيوعية وهو اعتراف الحكومة زنجبارية الجديدة بجمهورية ألمانيا الديمقراطية (وهي أول حكومة الأفريقية قامت بذلك) وبكوريا الشمالية. وذكرت صحيفة نيويورك تايمز بعد الثورة بستة أيام أن زنجبار «على وشك أن تصبح كوبا الأفريقية» ولكن في 26 يناير نفت أن يكون هناك أي نشاط شيوعي فيها. واستمر الدعم الشيوعي ينهال على زنجبار، وبدا ذلك جليا في استقبالها لمستشارين من الاتحاد السوفييتي وألمانيا الشرقية والصين خلال شهر فبراير، وفي ذات الوقت قلص النفوذ الغربي، حتى أنه خلال شهر يوليو 1964 لم يبق بالحكومة الزنجبارية من الموظفين الأجانب سوي طبيب أسنان بريطاني واحد، ويزعم أن ديفيد كمحي المسؤول الاستخباراتي الإسرائيلي كان مساندا للثورة، وذلك لأنه كان موجودا في زنجبار يوم الثورة.
مع إن تنجانيقا أرسلت 100 من شرطة شبه عسكرية إلى زنجبار لاحتواء أعمال الشغب، إلا أن السلطان المخلوع ناشدها وناشد كينيا طالبا مساعدات عسكرية. وتعتبر الشرطة في تنجانيقا هي القوة المسلحة الوحيدة إضافة إلى قوة تنجانيقا (تسمى سابقا قوة الملك الأفريقية الاستعمارية)، وفي 20 يناير أدى غياب الشرطة بقيام فوج كامل من تلك القوة إلى التمرد، وذلك بسبب عدم رضاهم على الأجور المنخفضة ومع التقدم البطيء في استبدال موظفيها الأفارقة بالبريطانيين، وقد أشعل تمرد الجنود هذا بقيام ثورات مشابهة في كل من أوغندا وكينيا. لكن مع ذلك فإن النظام في البر الأفريقي تدارك الأمر بسرعة دون وقوع حوادث خطيرة من الجيش ومشاة البحرية البريطانية الملكية.
أثار احتمال ظهور دولة شيوعية في أفريقيا القلق في الغرب. فقد صرحت وزارة الدفاع البريطانية ولجنة سياسات ماوراء البحار في فبراير: بأن المصالح التجارية البريطانية في زنجبار كانت «دقيقة» وأن الثورة بحد ذاتها «ليست مهمة» إنما المهم هو المحافظة على إمكانية التدخل. وأبدت اللجنة عن قلقها بأنه من الممكن أن تصبح زنجبار مركزا لتصدير الشيوعية إلى أفريقيا كما هو الحال لكوبا في الأمريكتين. فامتنعت بريطانيا والولايات المتحدة ومعظم دول الكومنولث الاعتراف بالنظام الجديد حتى يوم 23 فبراير، وهو اليوم الذي اعترف بها معظم دول الكتلة الشيوعية. فحسب تقدير كروستويت فإن ذلك الاعتراف ساهم لزنجبار بالتحالف مع الاتحاد السوفياتي. وقد طرد كروستويت مع موظفيه من البلاد يوم 20 فبراير ولم يسمح له بالعودة إلا عندما تم الاتفاق على الاعتراف بالثورة.

### ردة فعل الجيش البريطاني

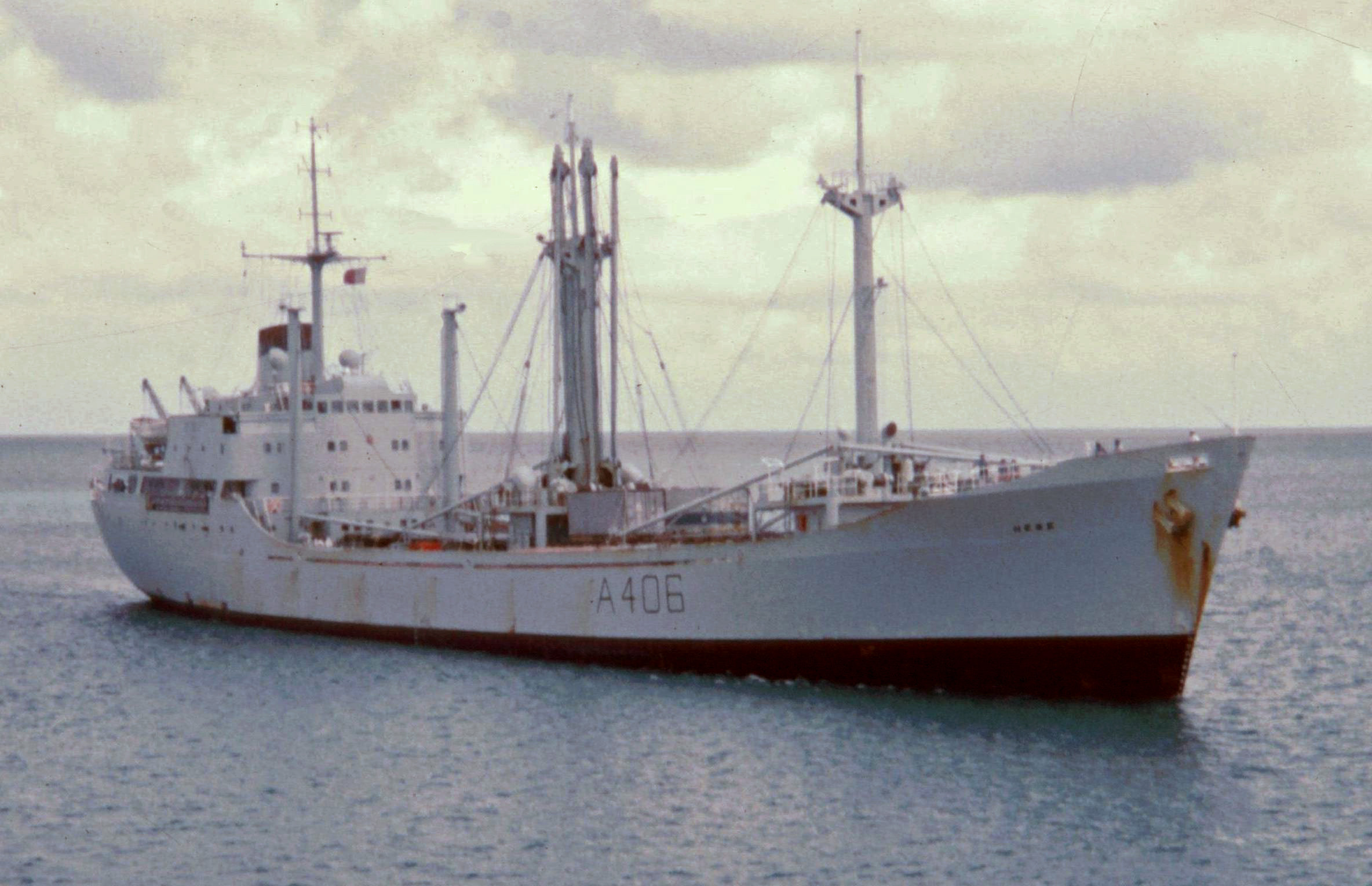
سفينة هيبي (Hebe) التابعة للبحرية البريطانية

أقرت الولايات المتحدة بعد أجلاء رعاياها يوم 13 يناير بأن زنجبار تخضع للنفوذ البريطاني، لذا فإنها لن تتدخل. ومع ذلك فإنها مافتئت تحث بريطانيا أن تتعاون مع البلدان الأخرى لشرق أفريقيا كي تستعيد النظام. وأول سفينة عسكرية بريطانية ظهرت على الساحة هي الفرقاطة (HMS Owen) التي تحول مسارها من الساحل الكيني حتى وصلت زنجبار مساء يوم 12 يناير، وانضم إليها يوم 15 يناير الفرقاطة ريل (Rhyl) والسفينة هيبي التابعة للأسطول الملكي المساعد. ولأوين ذات التسليح الخفيف القدرة على تنبيه الثوار بوجود قوة بريطانيا العسكرية، وإن كان الأمر مختلف للسفينتين هيبي وريل. ونظرا إلى تقارير غير دقيقة بأن الوضع في زنجبار آخذ في التدهور، فإن السفينة ريل كانت تحمل سرية من الكتيبة الأولى من فوج ستافوردشاير من كينيا حسبما ذكرته على نطاق واسع وسائل الإعلام الكينية، مما سيعوق المفاوضات بريطانيا مع زنجبار، وقد انتهت السفينة هيبي توا من إزالة مخازن من مستودع البحرية في مومباسا حيث كانت محملة بالأسلحة والذخيرة. ومع أن المجلس الثوري لم يكن على علم بحمولة هيبي، إلا أن رفض البحرية الملكية البريطانية السماح بتفتيش السفينة على الشاطئ خلق شكا ساعده الإشاعات بأنها كانت سفينة برمائية هجومية.

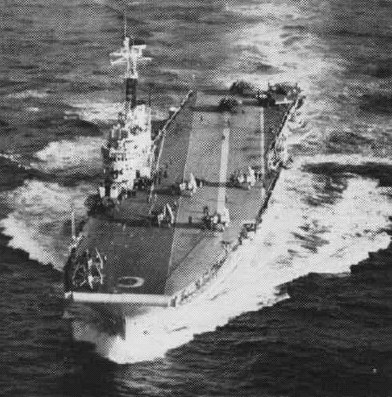
سفينة الكنتور Centaur

تمت عملية إخلاء جزئي للمواطنين البريطانيين في 17 يناير ولم تكتمل وذلك بسبب قيام جيش شرق أفريقيا بأعمال شغب مما دفع بالسفينة ريل بتحويل مسارها إلى تنجانيقا بحيث تتمكن القوات التي على متنها من قمع التمرد. وبالمقابل فقد جرى تحميل سرية جوردن هايلاندرز على متن السفينة أوين ذلك احترازا إذا لزم الأمر بالتدخل، وأيضا حوّل مسار حاملتي الطائرات كنتور (Centaur) وفيكتوريوس (Victorious) إلى المنطقة كجزء من عملية بارثينون [الإنجليزية]. على الرغم من أن ذلك لم يحصل إلا أن العملية كانت إجراء احترازي إن حاول اوكيلو أو حزب الامة المتشدد الاستيلاء على السلطة من الحزب الأفروشيرازي المعتدل. إضافة إلى تلك الحاملتين، فإن الخطة تشمل على ثلاث مدمرات والفرقاطة أوين و13 هليكوبتر و21 طائرة نقل واستطلاع، والكتيبة الثانية من الحرس الاسكتلندي وكتيبة 45 مغاوير من مشاة البحرية الملكية وسرية تابعة للكتيبة الثانية من فوج المظليين. وكانت النية بالاستيلاء على جزيرة انغوجا ومطارها بهجوم من المظليين والهليكوبتر ثم يتابعون مسيرهم نحو بمبا لاحتلالها. كانت عملية البارثينون أكبر إجراء لنقل الجنود برا وبحرا لبريطانيا منذ العدوان الثلاثي.
وفي اعقاب الثورة سرى اعتقاد أن الثوار تلقوا تدريباتهم في الدول الشيوعية، فألغيت عملية البارثينون واستبدل بها عملية بوريس [الإنجليزية] بحيث يكون هجوم مظلي على انغوجا من الأراضي الكينية، ولكن العملية الغيت بسبب سوء الأوضاع الأمنية في كينيا ومعارضة الحكومة الكينية استخدام مطاراتها. فوضع البديل لها وهي عملية فاينري [الإنجليزية] والتي يبدأ بها هجوم بطائرات هليكوبتر لمشاة البحرية الملكية من السفينة البرمائية الهجومية بلوارك (HMS Bulwark) المتمركزة حاليا في الشرق الأوسط. وبما أن بلوارك خارج المنطقة لذا فإن البدأ بعملية فاينري تتطلب 14 يوما، حتى في حال الاستجابة الفورية الضرورية فإن القوات تكون جاهزة خلال 24 ساعة كي تنطلق عملية أصغر لحماية المواطنين البريطانيين.
ظهرت مخاوف بعد اتحاد تنجانيقا وزنجبار يوم 23 أبريل من قيام حزب الأمة بانقلاب؛ لذا فقد أعد مخطط عملية اسمها عملية شيد [الإنجليزية] للتدخل في حال حدوث الانقلاب. ويشترط لتنفيذ تلك العملية قوة كتيبة كاملة مع سيارات استطلاع وتحمل جوا إلى الجزيرة للاستيلاء على المطار وحماية حكومة كرومى. ومع ذلك فقد تم اجتياز خطر التمرد على الوحدة، مما الغى عملية شيد في يوم 29 أبريل، وإن ظل القلق ساريا من وجود انقلاب، وفي يوم 23 سبتمبر استبدلت خطة جيرالدا بالخطة السابقة والتي تساهم فيها قوات بريطانية من عدن والشرق الأقصى وذلك بالتدخل إذا حاول حزب الأمة الإطاحة بالرئيس جوليوس نيريري في تنزانيا، وتشمل على كتيبة مشاة ووحدة قيادة تكتيكية وعناصر من مشاة البحرية الملكية ينقلون إلى زنجبار لشن هجوم برمائي، بدعم من القوات البريطانية المتابعة من قواعدها الموجودة في كينيا وعدن للحفاظ على القانون والنظام. وفي ديسمبر ألغيت خطة جيرالدا وبها انهيت جميع خطط بريطانيا للتدخل العسكري في البلاد.

## نتائج الثورة

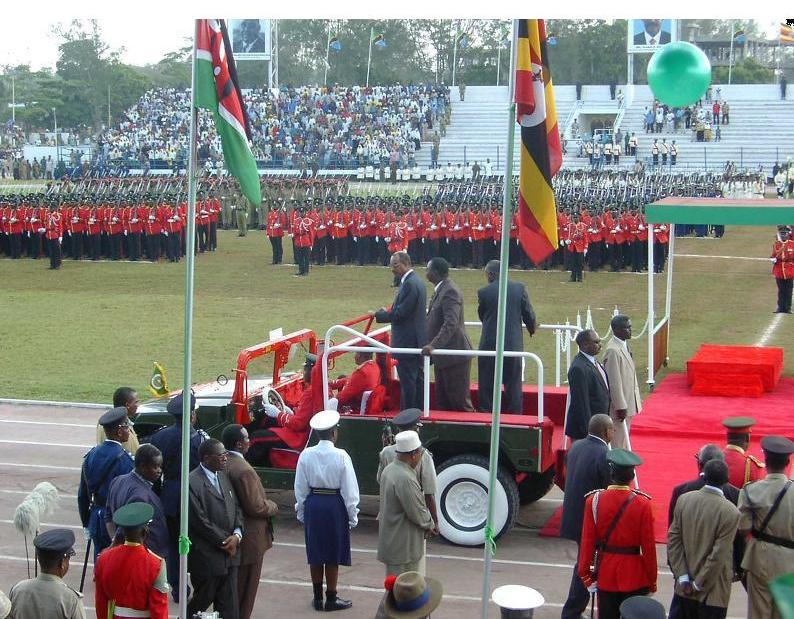
الرئيس أماني عبيد كرومي مشاركا في العرض العسكري للذكرى الأربعين للثورة.

من أهم نتائج ثورة زنجبار كانت كسر هيمنة العرب والطبقة الآسيوية الحاكمة التي استمرت لمدة 200 سنة. ومع أن زنجبار اندمجت مع تنجانيقا كوحدة سياسية، إلا أن المجلس الثوري ومجلس النواب قد احتفظا بوجودهما حتى سنة 1992، ويعملان بنظام الحزب الواحد ولهما السلطة في الشؤون المحلية. وتزعم كرومي الحكومة المحلية كرئيس لزنجبار كونه أول من شغل هذا المنصب. واستغلت تلك الحكومة نجاح الثورة لتنفيذ تنظيمات في أنحاء الجزيرة. فإزاحة السلطة والقوة من العرب كان من أهم الأولويات، فمثلا أضحت الخدمات المدنية في زنجبار ذات كادر أفريقي بالكامل، وسحبت الأراضي الزراعية من العرب ووزعت على الأفارقة. إلا أن الحكومة الثورية قد وضعت أيضا إصلاحات اجتماعية مثل الرعاية الصحية المجانية، وفتح نظام التعليم للطلبة الأفارقة الذي كانوا قد شغلوا 12٪ من الأماكن في المدارس الثانوية قبل الثورة.

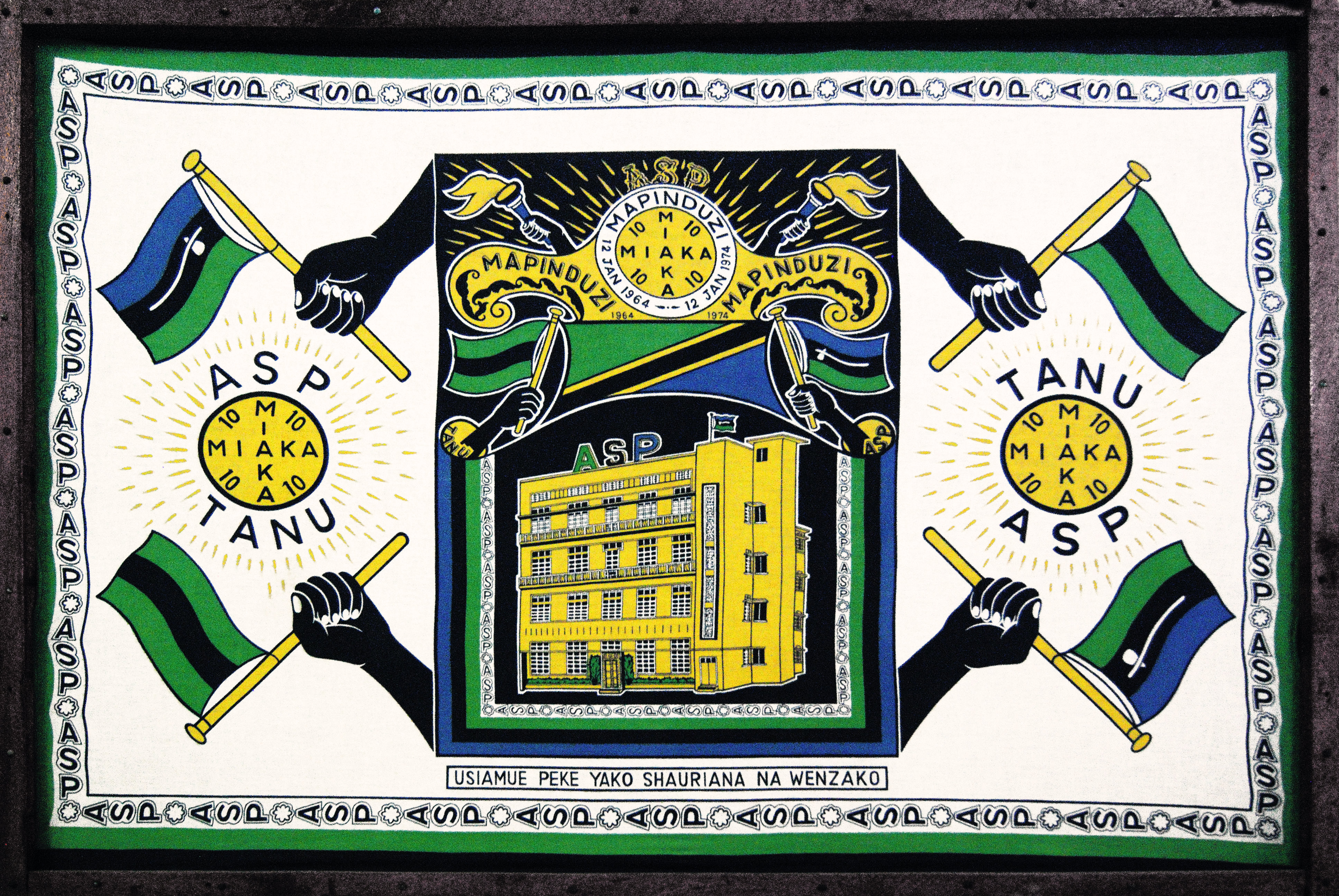
لباس الكانجا الأفريقي عليه صورة الاحتفال بمرور عشر سنوات من الثورة ويظهر شعار كلا من حزب الأفروشيرازي والاتحاد الوطني الأفريقي التانجانيقي (متحف منزل العجائب في ستون تاون)

سعت الحكومة للحصول على مساعدة من الاتحاد السوفياتي وجمهورية ألمانيا الديمقراطية (ألمانيا الشرقية) والصين لتمويل العديد من مشاريع بالإضافة إلى الاستشارات العسكرية. وقد ركزت الحكومة على المساعدات الصينية بعد فشل مشاريع ألمانيا الديمقراطية مثل مشروع زنجبار الجديد، والذي هو مخطط لإعادة تطوير المناطق الحضرية سنة 1968 لتوفير شقق جديدة لجميع الزنجباريين. 
اتهمت حكومة ما بعد الثورة بالوحشية في مراقبة الحريات الشخصية والسفر وممارسة المحسوبية في تعيينات المناصب السياسية والصناعية، وقد بدت الحكومة التنزانية الجديدة عاجزة عن فعل شيء حيال ذلك. فازداد السخط الشعبي وعدم الرضا عن الحكومة حتى وصل ذروته عند اغتيال كرومى يوم 7 أبريل 1972 مما تسبب بقتال لأسابيع بين المناوئين والموالين للحكومة. وفي سنة 1992 بدأت زنجبار أخيرا العمل بنظام التعددية الحزبية، ولكن لا تزال معرضة لاتهامات بمزاعم فساد وتزوير الانتخابات.
لا تزال الثورة تمثل حدثا ذا أهمية للأكاديميين كما هو للزنجباريين، فتحليلات المؤرخين بأن سبب الثورة هو وجود طبقية عنصرية واجتماعية بين السكان، وبعضهم قال أن الثوار الأفارقة مثلوا حالة البروليتاريا تمردت ضد طبقة الحكام والتجار من العرب وجنوب آسيا. بينما شكك آخرون بتلك النظرية قائلين بانها ثورة عنصرية تفاقمت بسبب التفاوت الاقتصادي بين طبقات هذا المجتمع. وفي العموم تمثل تلك الثورة في زنجبار حدثا هاما واتسمت الاحتفالات به بالإفراج عن 545 سجينا في ذكراه السنوية العاشرة، وكذلك عرض عسكري عند الاحتفال في الذكرى ال40. وتحتفل زنجبار بذكرى الثورة في يوم 12 يناير كل عام، وهو يوم عطلة رسمية أقرته حكومة تنزانيا.